# Morawianie
Morawianie (cz. Moravané) – niegdyś plemię słowiańskie, a obecnie grupa etniczna zamieszkująca krainę historyczną Morawy w Czechach, posługująca się dialektami morawskimi. Najczęściej określani są jako część narodu czeskiego, jednakże wśród części z nich występują też głosy odrębności narodowej. Podczas spisu powszechnego w 2011, 522 474 osoby zadeklarowały narodowość morawską, co stanowi 4,9% społeczeństwa. W spisie w 2001, 380 474 osoby zadeklarowały narodowość morawską, co stanowiło 3,7% społeczeństwa (dla porównania w 1991 było to aż 1 362 313 osób – 13,2%).
Morawianie (Morawcy) żyli również na terenie Górnego Śląska, głównie w okolicach Raciborza i Głubczyc. Po II wojnie światowej część zadeklarowała się jako Niemcy i wyemigrowała do RFN. Pojedyncze osoby pochodzenia morawskiego mieszkają w województwie opolskim do dzisiaj, ale praktycznie nie czują już związków z kulturą morawską.